# 加利青貝格山

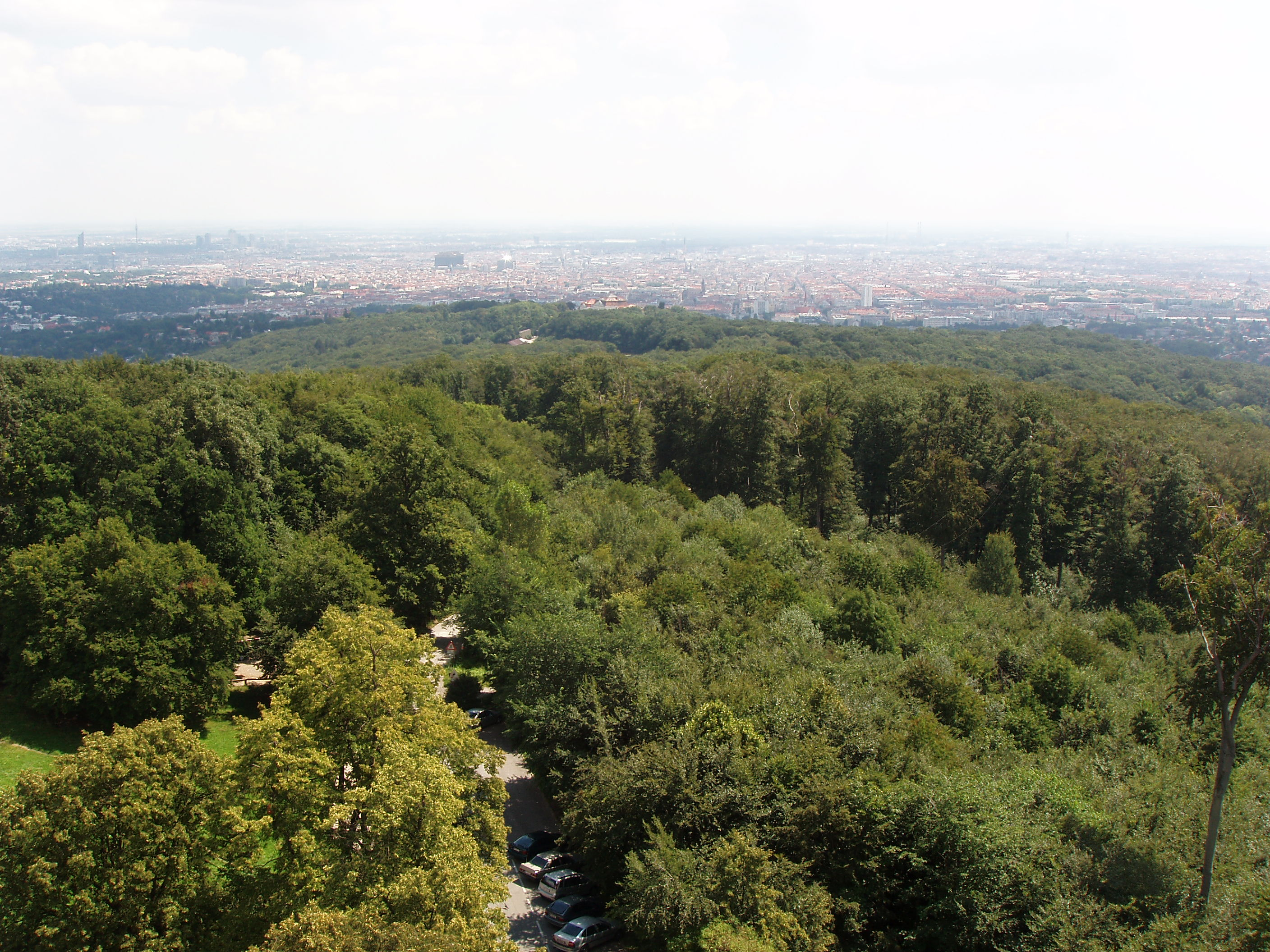

48°13′16.79″N 16°15′56.27″E / 48.2213306°N 16.2656306°E
加利青貝格山（德語：Gallitzinberg），是奧地利的山峰，位於該國東北部，由維也納負責管轄，屬於維也納林山的一部分，處於奧塔克靈，海拔高度449米。